# US Torcy
Union Sportive Torcy-Paris Vallée de la Marne Football är en fotbollsklubb baserad i Torcy, Seine-et-Marne, Frankrike, klubben grundades 1942.

## Historia
US Torcy är känt för sin ungdomsutveckling. I januari 2020 hade 52 spelare som tränat i klubben blivit proffs, bland dem Paul Pogba, Adrien Hunou, Mourad Meghni, Mathis Amougou, Maghnes Akliouche och Randal Kolo Muani.
Från och med säsongen 2020–21 deltar Torcys U19-lag i Championnat National U19, den högsta nivån inom U19-fotboll i Frankrike.

## Kända spelare
- Mathis Amougou (Ungdom)
- Maghnes Akliouche (Ungdom)
- Randal Kolo Muani (Ungdom)
- Paul Pogba (Ungdom)

## Referneser
1. 1 2  Par F. V. D. P. Le 11 janvier 2020 à 16h11 (11 januari 2020). ”Gambardella : Torcy, l’autre fabrique à champions” (på franska). leparisien.fr. https://www.leparisien.fr/sports/ile-de-france/gambardella-torcy-l-autre-fabrique-a-champions-11-01-2020-8233899.php. Läst 28 maj 2025.
2. ↑  Par Le 29 septembre 2014 à 17h43 (29 september 2014). ”FOOT. Le club de Torcy pourrait aligner un onze de Ligue 1” (på franska). leparisien.fr. https://www.leparisien.fr/sports/ile-de-france/foot-le-club-de-torcy-pourrait-aligner-un-onze-de-ligue-1-29-09-2014-4174003.php. Läst 28 maj 2025.
3. ↑  ”Championnat National U19 2020/2021 - Results, fixtures, tables and stats - Global Sports Archive”. globalsportsarchive.com. https://globalsportsarchive.com/competition/soccer/championnat-national-u19-2020-2021/regular-season/47182/. Läst 28 maj 2025.